# 우루과이의 국기

우루과이의 국기 비율 2:3

우루과이의 국기는 1830년 7월 11일에 제정되었다. 하얀색 바탕에 파란색과 하얀색으로 구성된 9개의 가로 줄무늬가 그려져 있으며, 왼쪽 상단에는 16줄기의 햇살을 가진 5월의 태양이 그려져 있다. 이 5월의 태양은 잉카 문명을 공유한 아르헨티나가 우루과이와 친선 관계이므로 감사의
표의로 삽입한 잉카 제국의 태양신이다.
처음 제정되었던 국기는 1828년 12월 16일에 제정된 것으로, 파란색과 하얀색으로 구성된 9개의 가로 줄무늬가 그려져 있었다.
9개의 가로 줄무늬는 우루과이가 독립하던 당시에 있었던 9개의 주를 의미한다. 국기에 그려진 5월의 태양은 아르헨티나의 국기에서 유래된 디자인으로 자신들을 독립 시켜준 아르헨티나에 대한 감사의 표시와 더불어 세계에 등장한 신생 국가를 의미한다.
우루과이의 정부 청사에서는 아르티가스의 기(Bandera de Artigas), 33인의 동부인의 기(Bandera de los Treinta y Tres Orientales)를 국기와 함께 게양한다.

## 색상
| 색상 | 하양                  | 파랑               | 노랑                 | 갈색               |
| ---- | --------------------- | ------------------ | -------------------- | ------------------ |
| RGB  | 255–255–255 (#FFFFFF) | 0–56–168 (#0035A8) | 252–209–22 (#FCD116) | 123–63–0 (#7B3F00) |

## 그 외의 기

아르티가스의 기
33인의 동부인의 기
해군기
해상용 대통령기

## 과거의 기

시스플라티나 주의 기
1825년부터 1828년까지 사용된 기
1828년부터 1830년까지 사용된 기

## 같이 보기
- 5월의 태양